# Austrolimnophila (Austrolimnophila) yoruba
Austrolimnophila (Austrolimnophila) yoruba is een tweevleugelige uit de familie steltmuggen (Limoniidae). De soort komt voor in het Afrotropisch gebied.